# Зотов, Андрей Вадимович
Андрей Вадимович Зотов (род. 7 марта 1955 года, Хабаровск) — советский и российский физик, член-корреспондент РАН (2016).

## Биография
Родился 7 марта 1955 года в Хабаровске.
В 1978 году — окончил факультет общей и прикладной физики МФТИ.
В 1988 году — защитил кандидатскую диссертацию, тема: «Исследование твердофазной эпитаксии легированных плёнок кремния в условиях сверхвысокого вакуума».
В 1997 году — защитил докторскую диссертацию, тема: «Встроенные поверхностные фазы на кремнии».
С 1978 по 1996 годы — научный сотрудник Института автоматики и процессов управления ДВО РАН.
С 1994 по 1996 годы — стипендиат Фонда Гумбольдта (Humboldt Foundation) в Университете Бундесвера в г. Мюнхене (Германия).
С 1999 по 2000 годы — стипендиат Японского общества содействия науки (Japanese Society for Promotion of Science (JSPS)) в Университете г. Осака (Япония).
С 2005 года — заведующий лабораторией технологии двумерной микроэлектроники Института автоматики и процессов управления ДВО РАН.
В 2007 году — присвоено учёное звание профессора.
В 2016 году — избран членом-корреспондентом РАН.

## Научная деятельность
Специалист в области физики поверхности твердых тел и низкоразмерных наноструктур и роста тонких твердотельных плёнок.
Автор 168 научных работ, 4 монографий (включая учебник для студентов Surface Science: Introduction) и 2 патентов.
Научные результаты:
- исследовал механизмы самоорганизации, приводящие к формированию на поверхности массивов(в том числе, упорядоченных) нанокластеров, имеющих идентичный размер и форму (так называемых «магических кластеров»);
- исследовал процессы адсорбции и самоорганизации сферических молекул С60 (фуллеренов) на широком наборе поверхностных реконструкций на кремнии;
- синтезировал плёнки атомной толщины на кремнии, обладающие свойствами систем с двумерным электронным газом и демонстрирующие гигантский эффект Рашбы, а также разработал универсальный метод формирования таких двумерных сплавов;
- вырастил атомные слои, демонстрирующие сверхпроводящие свойства в сочетании с гигантским эффектом Рашбы, и исследовал их электронные и транспортные свойства.

Ведёт преподавательскую деятельность в должности профессора Дальневосточного государственного университета и Владивостокского университета экономики и сервиса.